# Myrmica kabylica
Myrmica kabylica је инсект из реда Hymenoptera и фамилије Formicidae. 

## Угроженост
Ова врста се сматра рањивом у погледу угрожености врсте од изумирања.

## Распрострањење
Алжир је једино познато природно станиште врсте.

## Станиште
Врста Myrmica kabylica има станиште на копну.